# الحركة المناهضة للتقشف في البرتغال
الاحتجاجات البرتغالية 2011 وتُعرف أكثر باسم الحركة المناهضة للتقشف في البرتغال كما تُعرف أيضا باسم حركة 12 آذار/مارس (بالبرتغالية: Movimento 12 de Março‏) هي سلسلة من الاحتجاجات التي جرت في أكثر من 10 مدن في دولة البرتغال ضد سياسة التقشف التي نهجتها الحكومة خلال الأزمة الاقتصادية وتحولت الحركة فيما لعد للمطالبة بحقوق العمال (المانيفست).
تُعد هذه الاحتجاجات أكبر حدث تشهده البرتغال منذ عام 1974 إبان ثورة القرنفل ودون تنظيم أو تحريض من الأحزاب السياسية أو دعمٍ من النقابات العمالية.
في البداية تم إنشاء «حذث» على منصة التواصل الاجتماعي فيسبوك من قبل مجموعة من الأصدقاء وهم ألكسندر دي سوزا، جواو لابرينشا، كارفالو وبولا جيل ثم سرعان ما التحق عشرات آخرين بالمناسبة وخرجت من العالم الافتراضي إلى الواقع.

## الخلفية

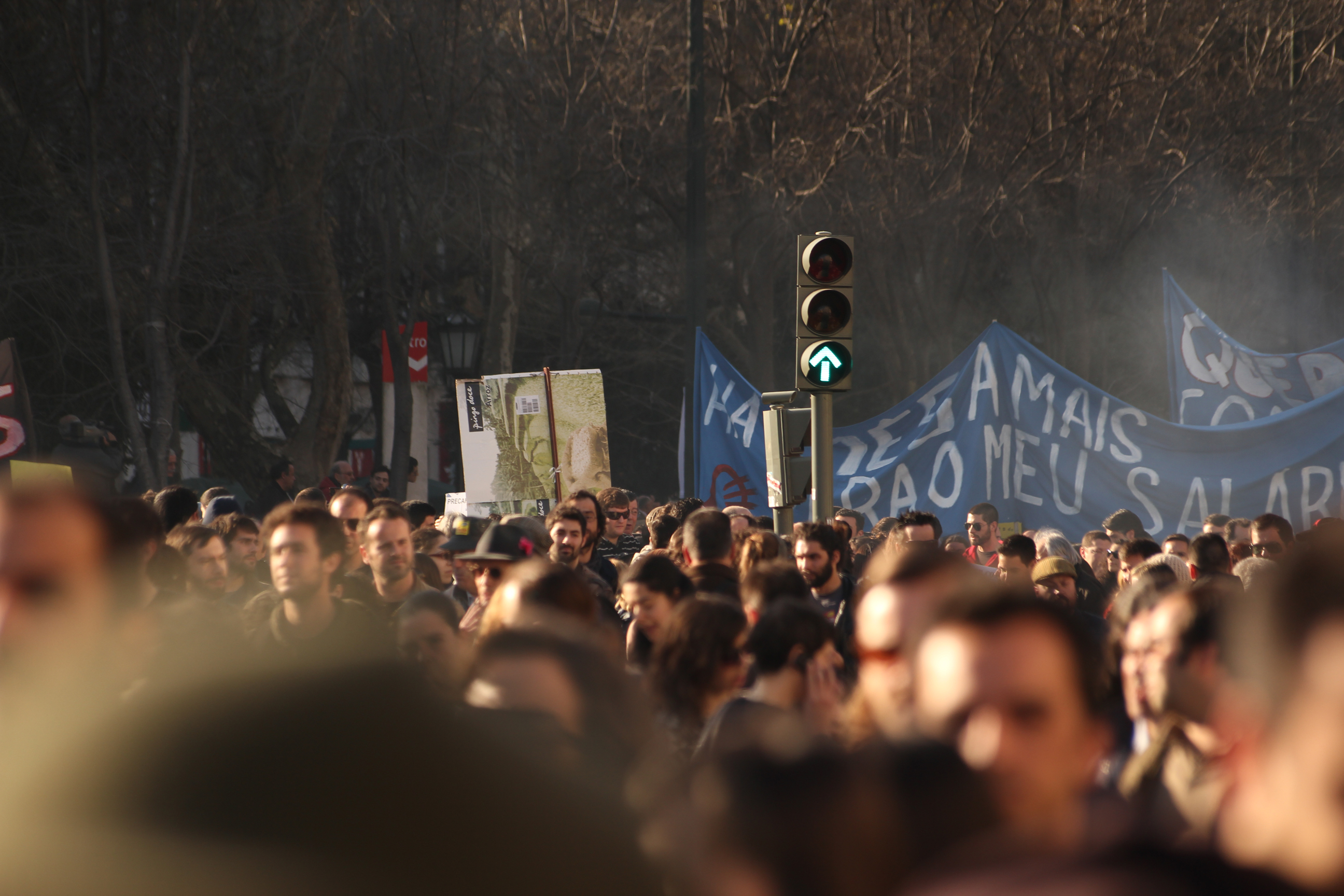
احتجاجات في مدينة لشبونة

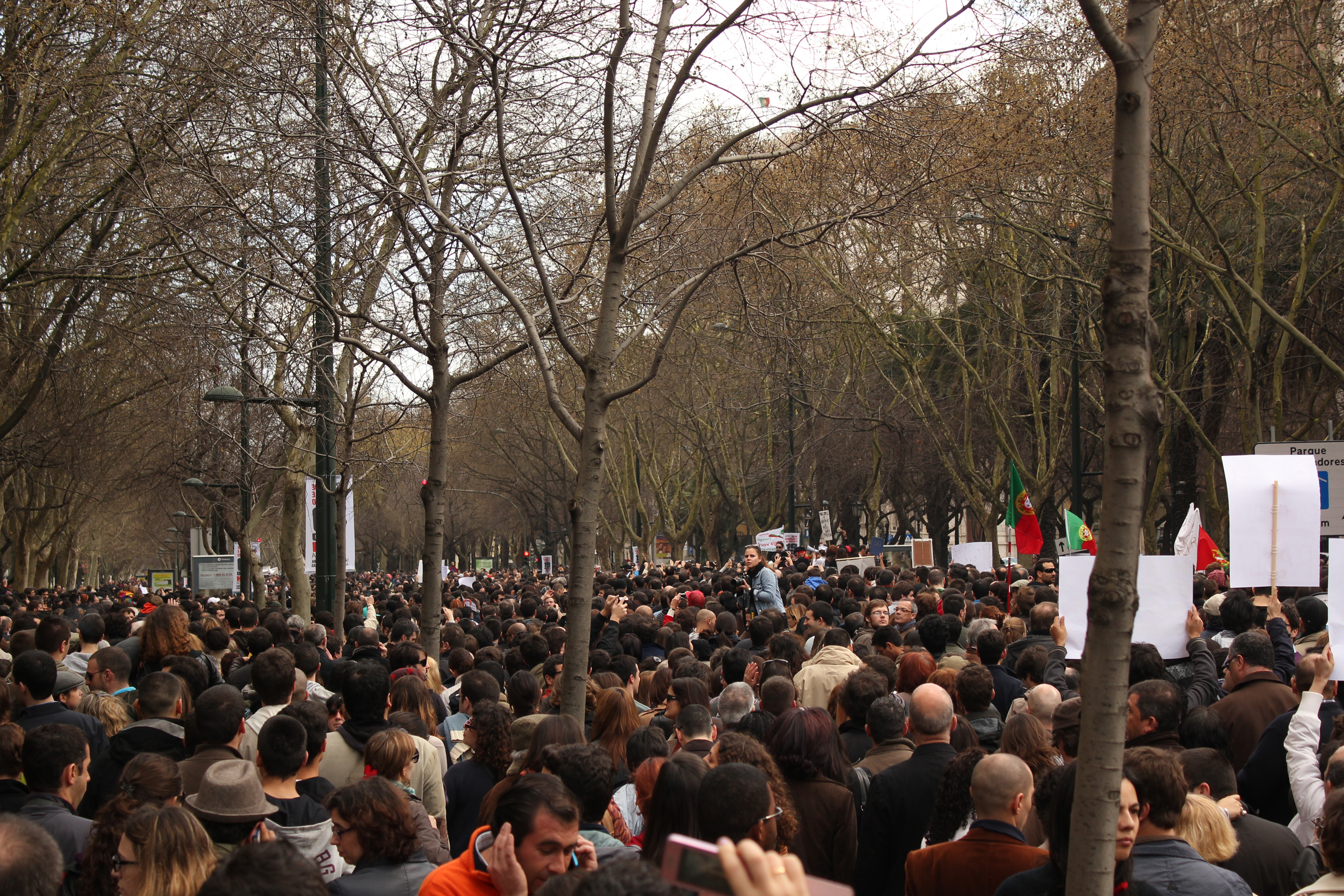
احتجاجات أخرى في مدينة لشبونة

في بداية «الأزمة»، شارك عدد من الموسيقيين المعروفين في البرتغال في الترويج للاحتجاجات ضد إجراءات التقشف من خلال كتابة ونشر عشرات الأغاني الموسيقية التي تُحرض على الخروج في مظاهرات كبيرة وسلمية. في الحقيقة أصبحت الموسيقى في البرتغال جزءا من السياسية المحلية والوطنية، وقد ساهمت في تسريع وثيرة الاحتجاجات كما لعبت دورا هاما في الحفاظ على سليمتها، هذا وتجدر الإشارة إلى أن الموسيقى كان لها دور كبير في انقلاب أبريل من عام 1974 الذي حصل في البرتغال. من بين الموسيقيين الذين شاركوا في الترويج للاحتجاجات كان هناك الموسيقي التقليدي جايتاس، فلوتاس بالإضافة إلى جراسو راسكا.
مختلف الأغاني كانت تُحرض على الاحتجاج والمطالبة بتغيير الوضع وتحسين اقتصاد البلد، في حين ناقشت أغاني أخرى ظروف العمل غير المستقرة بالنسبة للشباب البرتغاليين وخاصة المؤهلين من خريجي الجامعات فأصبحت تلك مصدر إلهام لبعض المتظاهرين.

## التجمعات

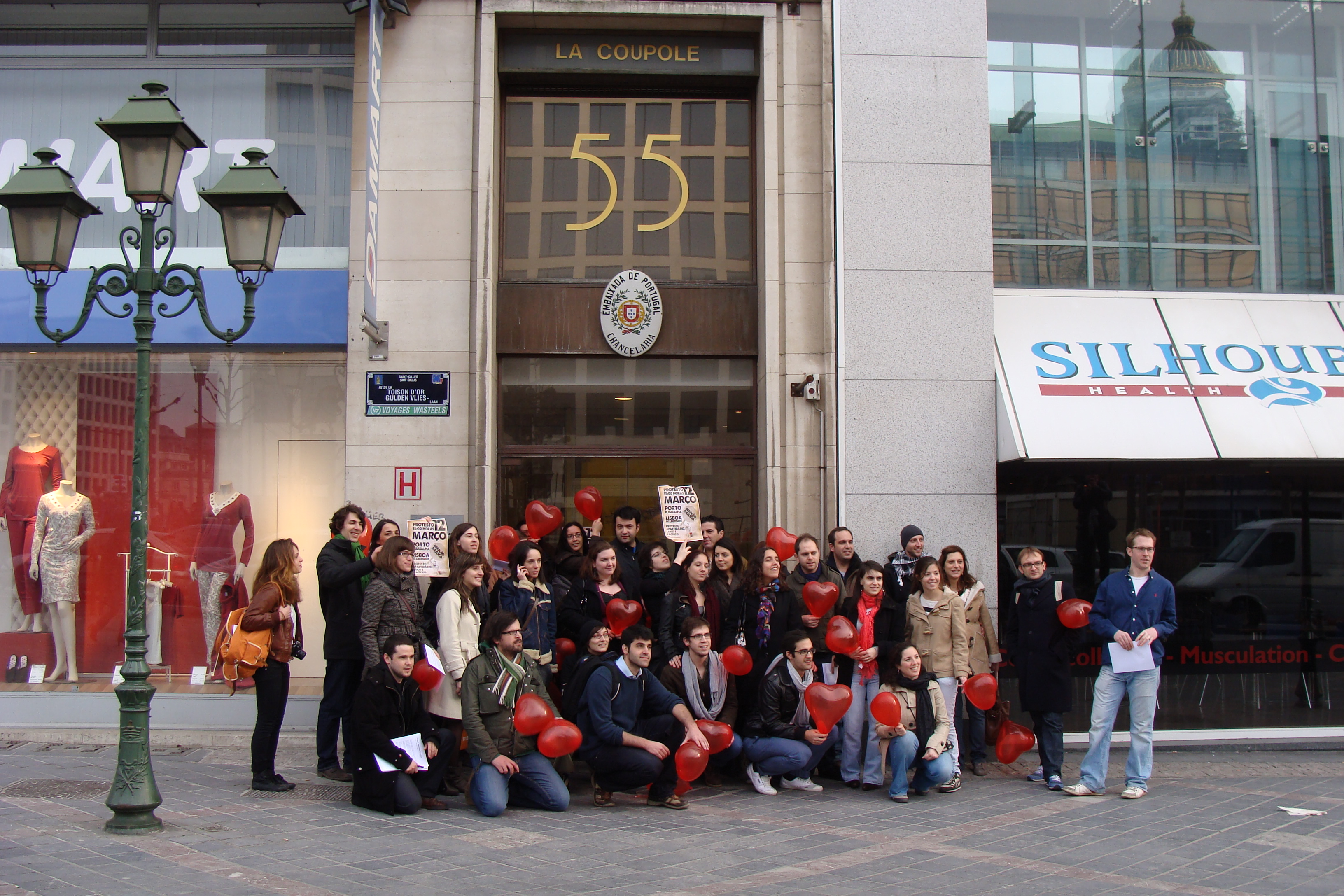
تجمع في مدينة بروكسل ببلجيكا لدعم "الثورة البرتغالية"

تجمع حوالي 300.000 شخص في 12 آذار/مارس 2011 في بورتو ولشبونة وحدهما. ثم سرعان ما انتشر الخبر فخرج مئات المتظاهرين في مناطق متفرقة من البلاد خاصة في فونشال، بونتا ديلغادا، فيسيو، براغا، كاستيلو برانكو، قلمرية، فارو، غيمارايش ثم ليريا. تجمع أيضا عدد من المهاجرين البرتغاليين أمام سفارات الدول التي يعيشون فيها للاحتجاج على الوضع الراهن الذي يعيشه شباب البرتغال خاصة المهاجرين في برشلونة، لندن، برلين، لاهاي، مدريد، لوكسمبورغ، بروكسل، مابوتو، نيويورك، كوبنهاغن ثم شتوتغارت.

## التأثير
تأثر الشبان الإسبان بما فعله شباب البرتغال فنظموا هم الآخرين احتجاجات شعبية مناهضة لحكومة مدريد، والتي بدورها ساعدت شباب البرتغال على استعادة الهمة وإعادة تنظيم الصفوف ثم العودة لمجال الاحتجاجات والمطالبة بتحسين الأوضاع.
في 23 مارس 2011، استقال رئيس الوزراء جوزيه سوكراتيس من منصبه عندما فشل في تمرير مشروع قانون حول التقشف في البرلمان. في 15 نيسان/أبريل 2011، قامت ثورة مضادة واحتجت هي الأخرى على حركة 12 آذار/مارس وطالبت السلطات باعتقال الناشطين فيها. تواصلت أعمال الاحتجاجات بالرغم من أنها خمدت قليلا، وكان مجموعة من النشطاء قد استعملوا تعبير اجعل كل مواطن سياسي وهي جملة شهيرة قالها جوزيه ساراماغو الحائز على جائزة نوبل.
خرج أكثر من 80.000 شخص في مسيرة في لشبونة بتاريخ 15 تشرين الأول/أكتوبر، وقد ارتفت وثيرة الاحتجاج وزاد التوتر عندما شابت المظاهرة بعض أعمال العنف مما دفع بالشرطة إلى التدخل وتطويق البرلمان لمنع المتظاهرين مم اقتحامه. احتشد أيضا حوالي 20.000 شخص في بورتو ثاني أكبر المدن في البرتغال.
بعد خمود وثيرة الاحتجاجات واستجابة الحكومة لعدد من مطالب الشعب اندثرت حركة 12 آذار/مارس، ثم تأسست حركة أخرى بعدها لكنها صغيرة وبالرغم من ذلك فلا زالت نشطة جدا خاصة في المناسبات السياسية والإجراءات المدنية، وتقول هذه الحركة: «بعد المظاهرة اكتشف الناس أن لديهم صوت، هم أكثر وعيا وأكثر وعيا بالقضايا السياسية ... يجب على المجتمع المشاركة في الحياة السياسية».